# Cinclodes patagonicus
La remolinera araucana (en Argentina)  (Cinclodes patagonicus), también denominada churrete común ( Chile), remolinera estriada (en Argentina), remolinera patagónica, churrete del sur o simplemente churrete es una especie de ave paseriforme perteneciente al género Cinclodes de la familia Furnariidae. Es nativa del suroeste del cono sur sudamericano.

## Otros nombres populares
En Chile se le denomina simplemente churrete o piloto; en Argentina churreta, churreta parda, piloto pardo, piloto rayado, piloto rayado grande, remolinera parda, remolinera pardo café o remolinero.

## Distribución y hábitat
Se distribuye desde el centro de Chile (Valparaíso) y oeste de Argentina (Mendoza) hacia el sur hasta Tierra del Fuego.
Esta especie es considerada bastante común en sus hábitats naturales, siempre cerca de agua, tanto salada, como dulce, las orillas pedregosas de ríos, arroyos y lagos y los pantanos  en altitudes inferiores a los 2500 m hasta el nivel del mar.

## Descripción

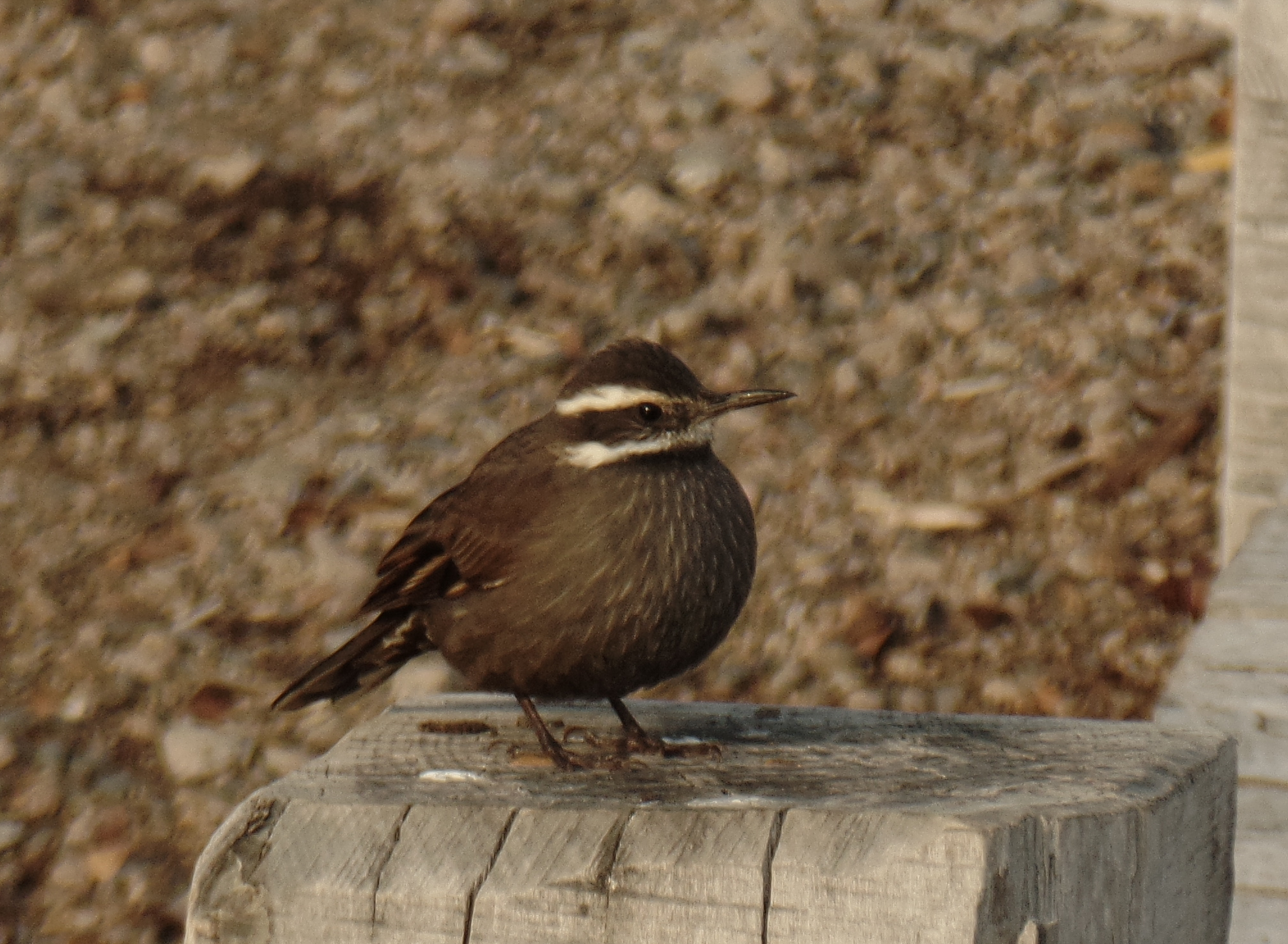
Cinclodes patagonicus en un muelle en Lago Hermoso, Neuquén.

Mide entre 18 y 20 cm de longitud y pesa entre 37 y 54 g. El pico y las patas son pardo oscuro. El iris es pardo. La dorsal es parda oscura con lista superciliar blanca. La garganta es blanquecina jaspeada de pardo grisáceo, la ventral es parda grisácea estriada de blanco. Las alas son pardas con banda canela y la frente de las alas blanquecino. La cola es parda con la punta de las plumas externas, ocráceas.

## Comportamiento
Generalmente andan en parejas, patrullando las orillas de cursos de agua y lagos, a veces las playas y costas marítimas. Menea la cola con frecuencia.

### Alimentación
Su dieta consiste de invertebrados: insectos, crustáceos (Orchestia chilensis) y moluscos (Chilina sp.).

### Reproducción
La nidificación ocurre entre los meses de noviembre y enero. Construye el nido en huecos en barrancas, en pircas, troncos o construcciones; acolcha la base con pastos y plumas. Deposita tres huevos blancos que miden, en promedio 20 x 26 mm. La pareja alimenta a los polluelos.

### Vocalización
Canta con preferencia de madrugada en época de reproducción. El canto es un largo «chirrrrrrRRrrrrr... chirrrrrrRRrrrrr...» con una notable modulación de amplitud. Este canto es complementado con movimientos de elevación de las alas y girando el cuerpo hacia un lado y otro. El llamado más frecuente es un agudo «chit», a menudo dado en vuelo.

## Sistemática

### Descripción original
La especie C. patagonicus fue descrita por primera vez por el naturalista alemán Johann Friedrich Gmelin en 1789 bajo el nombre científico Motacilla patagonica; su localidad tipo es: «Tierra del Fuego».

### Etimología
El nombre genérico masculino «Cinclodes» deriva del género Cinclus, que por su vez deriva del griego «kinklos»: ave desconocida a orilla del agua, y «oidēs»: que recuerda, que se parece; significando «que se parece a un Cinclus»; y el nombre de la especie «patagonicus», se refiere a la región donde reside, la Patagonia.

### Taxonomía
Los datos genéticos indican que la presente especie es hermana del par formado por Cinclodes nigrofumosus y C. taczanowskii. La subespecie chilensis se diferencia muy pobremente y tal vez no sea diagnosticable.

### Subespecies
Según las clasificaciones del Congreso Ornitológico Internacional (IOC) y Clements Checklist v.2018, se reconocen dos subespecies, con su correspondiente distribución geográfica:
- Cinclodes patagonicus chilensis (Lesson, 1828) – centro sur de Chile (Valparaíso hacia el sur hasta el norte de Aisén) y oeste de Argentina (Mendoza hacia el sur hasta el norte de Santa Cruz).
- Cinclodes patagonicus patagonicus (Gmelin, 1789) – sur de Chile (desde el centro norte de Aisén) y sur de Argentina (desde el sur de Santa Cruz) al sur hasta Tierra del Fuego.